# Karim Ziani
Karim Ziani (arabisk: كريم زياني) (født 17. august 1982 i Sèvres, Hauts-de-Seine, Frankrig) er en algerisk fodboldspiller, der spiller for Orléans i Frankrig og på det algeriske landshold. Han kan spille forskellige positioner, men spiller mest på midtbanen. 
Ziani er søn af en fransk mor og en algerisk far fra Kabylien i Algeriet. Han fik sin debut for det algeriske landshold i 2003. Han spillede med holdet til Africa Cup of Nations i 2004, hvor holdet blev toer i sin gruppe efter første runde, inden det blev besejret af Marokko i kvartfinalen. Han blev også valgt som den bedste spiller på sin position i samme turnering. Karim Ziani scorede sit første mål for Algeriet mod Gambia på straffespark i en kvalifikationskamp til Afica Cup of Nations 2008, en kamp som Algeriet vandt 1-0. 
Zianis klubkarriere begyndte i juniorrækkerne på RC Paris, hvor han blev spottet af spejdere fra Troyes AC. I sommeren 2006 underskrev han en tre-årig kontrakt med FC Sochaux. Den følgende sommer oplevede Ziani stigende opmærksomhed fra andre franske klubber, herunder Olympique de Marseille. Den 29. juni 2007 skiftede han til Marseille for en transfersum på 11 millioner dollars.[kilde mangler] Han scorede sit første mål i Marseille i en kamp mod Valenciennes FC. Den 7. juli 2009 underskrev Ziani en fire-årig kontrakt med Bundesliga-mestre Wolfsburg for en transfersum på € 7 mio.